# مع الناس (فلم)
مع الناس فيلم دراما إجتماعية مصري للمخرج كمال عطية لعام 1964. كتب القصة، والسيناريو، والحوار حسين عبد النبي، وقام بالبطولة سميرة أحمد، وحسن يوسف، وعماد حمدي، ويعرض الفيلم موقف المهندس الفرماوي، وهو المالك لعمارة قديمة في حي شعبي، وهي على وشك الانهيار، وهو يريد إخلاء المنزل لهدمه وبناء عمارة مكانه تدر عليه دخلًا كبيرًا. الفيلم من إنتاج شركة «ستار فيلم» لمالكها المنتج المصري توفيق الصباحي، وصدر الفيلم إلى دور العرض المصرية في 6 يناير 1964.

## طاقم التمثيل
سميرة أحمد: في دور عزة
حسن يوسف: في دور كمال الفرماوي
عماد حمدي: في دور المهندس الفرماوي
إنجي إسماعيل: في دور نجوى (شقيقة عزة)
عبد الغني النجدي: في دور الحاج هشهش
عبد السلام محمد: في دور فتحي
زكي إبراهيم: في دور عبد الوارث (والد عزة)
فتحية عبد الغني: في دور رسمية
بالاشتراك مع: هالة الشواربي - محمد العزبي – عبد النبي محمد – عبد الحميد بدوي – فتحية علي – محمد إدريس – صفا الجميل – كمال الزيني – فتحية طاهر – فوزية إبراهيم – عصام عبده – محسن العدجي – ليلى نصر - زهور – ناجي كامل – عبد المنعم عبد الرحمن – عباس الدالي – اسكندر منسى – محسن المليجي – رسامي الكاريكتير (رجائي، وناجي) – التوأم (علي السيد – مجدي السيد).

## أحداث الفيلم
ورث الفرماوي (عماد حمدى) تركة كبيرة من العقارات، والأراضي، والأموال، وهو أيضاً يمتلك شركة عقارية يستغلها في الاستفادة بأكبر دخل. يأمر المهندس الانشائي بإلغاء البلكونات، وجعل الحمام متر وربع، والحجرات ضيقة ليستفيد بأكبر عدد من الشقق، ليحقق ربح أكثر، كما أنه يهمل صيانة العمارات القديمة ذات الدخل الضعيف تمهيدا لهدمها، وذلك لإقامة عمارات جديدة بإيجار كبير، ومن ضمن هذه العمارات واحدة في حي شعبي بها العديد من النماذج البشرية المحدودة الدخل، ويسعى لهدمها وأرسل إنذارات لسكانها بالإخلاء. رفض السكان أن ينفذوا أمر الطرد، لعدم وجود البديل لإقامتهم. استغل الفرماوي كون إبنه كمال (حسن يوسف) محامى، وطلب منه اتخاذ الخطوات القانونية اللازمة، ولكن كمال فضل التفاهم مع السكان أولا. تعرف كمال على عزه (سميره احمد) وهي واحدة من السكان التي تعمل سكرتيره في شركة والده، وتعيش مع والدها المسن عبد الوارث (زكى إبراهيم) وشقيقاها التوأم (على، ومجدى السيد)، وشقيقتها الطالبة الجامعية نجوى (انجى إسماعيل)، وقابل الموظف البسيط (عبد النبي محمد)، وزوجته الحامل (فوزيه إبراهيم)، وبناته الست، كما قابل الست رسميه (فتحيه عبد الغنى)، التي
تسعى لتزويج ابنتها (زهور)، وترفض ام العريس (فتحيه على) إتمام الزواج قبل
إصلاح سلم العمارة المتهالك.
اصطدم كمال بعزه وسقطت سلة الخضار على بدلته وإضطر لخلعها لينظفها المكوجى، وارتدى جلبية الحاج عبد الوارث، وتقرب لأهل البيت وتبادل الإعجاب مع عزه، وخاف ان يذكر لهم انه ابن الفرماوى بعد ان سمع رأى الجميع في والده، وشعر كمال بتعاطف مع السكان، وأيد موقفهم بعدم الإخلاء، وعزم على إقناع والده بصرف النظر عن الهدم.
شعر الفرماوى بتراخى إبنه كمال، فذهب بنفسه للعمارة لمقابلة السكان واصطدم بعزة ووالدها عبد الوارث، وتشاجر معهم، وعندما علم ان عزه تعمل بشركته فصلها من العمل. اخبر كمال عم احمد (محمد ادريس) الرجل الذي رباه، بحبه لعزه، وخوفه من عدم موافقة والده، فقام عم احمد بإقناع الفرماوى بزواج ابنه من عزه حتى يتمتع بأحفاده، فوافق وذهب لمقابلة والد عزه، ولكنه اكتشف انهم من السكان وقد سبق له التشاجر معهم، فرفض هذا الزواج، ولكنه عندما هم بالنزول تعثرت قدماه في السلم المتهالك، وجزعت قدمه، ولكن السكان اهتموا به ورعوه وأقام بشقة عبد الوارث، وارتدى ملابسه، واحضروا له الطبيب، مما جعله يعدل من
عزمه على هدم المنزل، وزوج ابنه كمال من سكرتيرته عزه، واصلح السلم المتهالك، وقام بصيانة العمارة.

## إنتاج الفيلم
قرأ المشاهد أسماء نجوم الفيلم، كما قرأ «الوجه الجديد: زهور»، وكان اسمها الحقيقي هو «كريمة عالي»، وكان فيلم «مع الناس» هو أول ظهور لها على الشاشة. أنطلقت شهرتها بعد هذا الفيلم كراقصة، ولكنها أدركت قصر العمر الفني للراقصة، وعادت لتمثل في فيلم بيت الطالبات عام 1967، ثم مثلت دور أحلام شقيقة عبد الحليم حافظ في فيلم أبي فوق الشجرة 1969، ثم فيلم «أنا، وزوجتي، والسكرتيرة» مع أحمد رمزي، وزبيد ثروت.

## روابط خارجية
- مع الناس على موقع الدهليز
- مع الناس على موقع قاعدة بيانات الأفلام العربية